# Açores

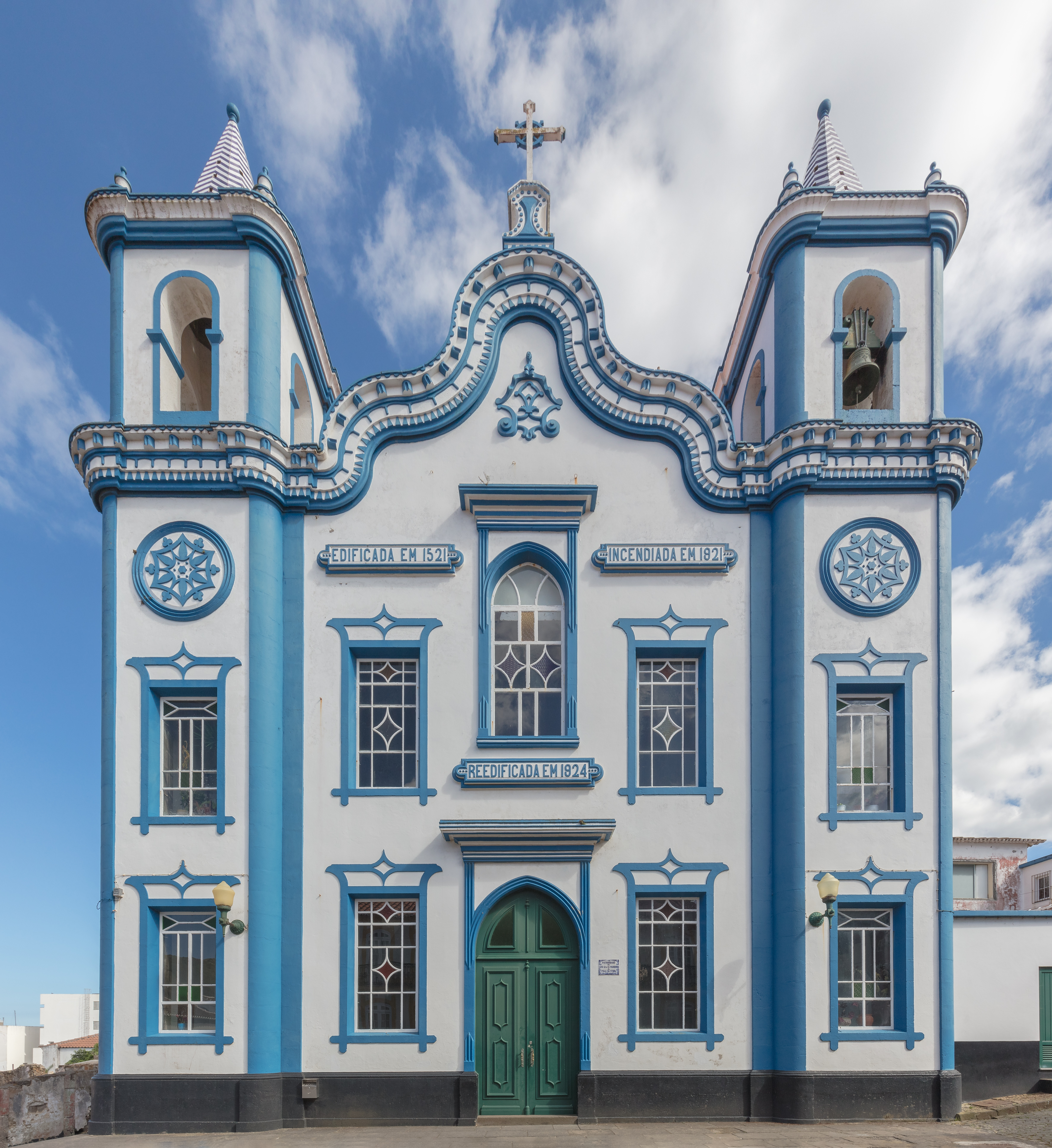
Một nhà thờ ở vùng Azores

Açores (phát âm tiếng Bồ Đào Nha: [ɐˈsoɾɨʃ]), tên chính thức Vùng Tự trị Açores (Região Autónoma dos Açores), là một trong hai vùng tự trị của Bồ Đào Nha, là một quần đảo bao gồm 9 đảo núi lửa nằm ở bắc Đại Tây Dương, cách Bồ Đào Nha lục địa khoảng 1.360 km (850 mi) về phía tây, cách Lisboa 1.643 km (1.021 mi) về phía tây, cách bờ biển châu Phi 1.507 km (936 mi) và cách Newfoundland, Canada 1.925 km (1.196 mi) về phía đông nam.
Nền kinh tế nơi đây dựa trên trồng trọt, chăn gia súc lấy sữa và thịt, đánh bắt hải sản, và du lịch, hoạt động dịch vụ chính trong vùng. Điểm dân cư chính tại Açores là Ponta Delgada.
Có 9 đảo chính và nhiều đảo nhỏ tại Açores, được chia làm ba nhóm. Đó là Flores và Corvo ở phía tây; Graciosa, Terceira, São Jorge, Pico và Faial ở trung tâm; São Miguel, Santa Maria và rặng san hô Formigas về phía đông. Chúng kéo dài trên 600 km (370 mi) và nằm theo hướng tây bắc-đông nam.
Các đảo này đều có nguồn gốc núi lửa, dù một số như Santa Maria, không có hoạt động núi lửa nào kể từ khi có người đến sống. Đỉnh núi Pico là điểm cao nhất toàn Bồ Đào Nha, cao 2.351 m (7.713 ft). Açores thực ra có một số núi có thể xem là cao nhất hành tinh, nếu tính từ chân núi dưới đáy Đại Tây Dương lên tới đỉnh.
Khí hậu Açores khá dịu so với những nơi cùng vĩ độ, nhờ ảnh hưởng của Gulf Stream chảy ngang qua. Do ảnh hưởng của biển, thời tiết dịu mát quanh năm. Nhiệt độ ban ngày vào khoảng 16 °C (61 °F) đến 25 °C (77 °F) tùy theo mùa. Nhiệt độ trên 30 °C (86 °F) hay dưới 3 °C (37 °F) hầu nhưng không xảy ra tại những trung tâm dân cư. Không khí thường thì ẩm ướt và trời thì nhiều mây.